# Christoph von der Pfalz

Christoph von der Pfalz aus dem Thesaurus Picturarum des Marcus zum Lamm

Christoph von der Pfalz (* 13. Juni 1551 in Simmern; † 14. April 1574 in Mook en Middelar) aus der Familie der Wittelsbacher war der jüngste überlebende Sohn des Kurfürsten Friedrich III. von der Pfalz.

## Leben
Seine Eltern waren Kurfürst Friedrich III. von der Pfalz und Marie von Brandenburg-Kulmbach. Christoph war das neunte Kind aus dieser Ehe und der jüngste Sohn, der das Erwachsenenalter erreichte.
Er erhielt eine umfassende wissenschaftliche Ausbildung und galt als idealer Kandidat für die Nachfolge seines Vaters als Kurfürst von der Pfalz. Er studierte in Basel, Heidelberg und Genf. Friedrich III. förderte ihn bewusst, da er seine weiteren designierten Nachfolger Ludwig VI. für zu kränklich und Johann Kasimir für zu ungestüm hielt. Allerdings zeigte sich der junge Prinz weniger an Staatsführung als an den Kriegsunternehmungen seines älteren Bruders Johann Kasimir interessiert. So beteiligte er sich an der Sprengung der Pulverlieferung für den Herzog von Alba, wie aus einem Brief Johann Kasimirs hervorgeht.
Seit seiner frühen Jugend war Christoph mit Maria von Oranien-Nassau, der Tochter Wilhelms von Oranien, verlobt. Eine Heirat hätte eine bedeutende konfessionspolitische Allianz zwischen der jungen niederländischen Republik und der Kurpfalz bedeutet.
Gegen den Wunsch seines Vaters nahm Christoph am Zug in die Niederlande teil. Als Teil des Söldnerheers von Heinrich und Ludwig von Nassau-Dillenburg kämpfte er in der Schlacht auf der Mooker Heide gegen das spanische Heer, die desaströs mit nur etwa 150 Überlebenden von ehemals 3000 Mann endete. Kurze Zeit gab es Hoffnung, dass der junge Kommandeur in Gefangenschaft geraten sei, da seine Leiche nie gefunden werden konnte. Friedrich III. ließ für diesen Fall sogar eine Sonderklausel in sein Testament einbringen. Dies war jedoch nicht der Fall und der Tod Christophs löste große Trauer in Heidelberg aus.